# ویلیام رز منسفیلد، بارون اول سندهرست
ویلیام رز منسفیلد، بارون اول سندهرست (انگلیسی: William Mansfield, 1st Baron Sandhurst; ۲۱ ژوئن ۱۸۱۹ – ۲۳ ژوئن ۱۸۷۶) فرد نظامی اهل پادشاهی متحد بریتانیای کبیر و ایرلند بود. وی همچنین برندهٔ جوایزی همچون نشان حمام شده‌است.